# اندیس کوه تنوره
کوه تنوره یک اندیس فلزی است که در حوالی شهر کلاته استان سمنان قرار دارد و مادهٔ معدنی موجود در آن، سرب و روی است. سنگ میزبان این اندیس آهک وآهک دولومیتی است و دیرینگی آن به دوران سیلورین-دونین می‌رسد.